# حمید سیاح
حمید سیاح (۱۲۶۴ تهران – ۱۳۴۷ تهران) دیپلمات بلندپایه و دولتمرد دوران پهلوی بود.

## کار و زندگی
پدرش میرزا محمدعلی محلاتی معروف به حاجی سیاح از روشنفکران آزادی‌خواه دوره قاجار بود. تحصیلاتش را در تهران آغاز کرد و در رشته حقوق در روسیه ادامه داد. پس از بازگشت به ایران به استخدام وزارت خارجه و پس از طی مراحل اداری و چند مأموریت به خارج به ریاست ادارهٔ شرق و شوروی منصوب شد. مدتی هم در شیلات شمال مدیریت داشت.
سیاح در سال ۱۳۱۲ وزیرمختار ایران در لهستان شد و دو سال در آنجا بود. پس از خاتمهٔ مأموریت به سمت مدیرکل وزارت خارجه به تهران بازگشت و تا سال ۱۳۲۰ در این سمت بود. در ۳۰ شهریور ۱۳۲۰ در کابینهٔ فروغی وزیر پست و تلگراف شد اما در زمستان استعفا داد و کنار رفت.
سال بعد قوام‌السلطنه او را وارد کابینهٔ خود کرد و مجدداً وزارت پست و تلگراف را به او داد اما در پی حادثه هفدهم آذر ۱۳۲۱ همراه با جمعی دیگر از اعضای دولت قوام استعفا داد. در کابینهٔ ساعد در سال ۱۳۲۳ وزیر راه بود. در شهریور آن سال که ساعد استعفا داد و دوباره مأمور به تشکیل دولت شد، سیاح دیگر در دولت او نبود. او مدتی کوتاه در سال ۱۳۲۵ به وزارت پیشه و هنر و بازرگانی رسید. او آخرین وزیر این وزرات‌خانه با این نام بود. پس از سیاح این وزارت‌خانه به اقتصاد ملی تغییر نام یافت.
سیاح مدتی پس از پایان وزارت پیشه و هنر، در مهر ۱۳۲۶ به عنوان سفیر به مسکو فرستاده شد. در اوائل سال ۱۳۲۸ به ایران بازگشت و در ۲۵ اردیبهشت به عنوان وزیر راه به مجلس معرفی شد. بار دیگر نیز پس از کودتای ۲۸ امرداد ۱۳۳۲ ابتدا سه ماه وزیر مختار و سپس سفیر ایران در شوروی شد.
پس از پایان این مأموریت دیگر شغل مهمی به او ارجاع نشد، مخصوصاً پس از درگذشت همسرش دکتر فاطمه سیاح که از استادان دانشمند و با ارزش دانشگاه بود، غالباً وقت خود را به مطالعه و حشر و نشر با دوستان می‌گذرانید و با حقوق بازنشستگی زندگی سادهٔ خود را اداره می‌کرد.
حمید سیاح در اواخر عمر یادداشت‌های پدرش را جمع‌آوری و با نام دورهٔ خوف و وحشت یا خاطرات حاج سیاح منتشر کرد. حاج سیاح سال‌ها در زمان ناصرالدین شاه با میرزا رضای کرمانی در زندان قزوین در یک کند و زنجیر بوده و وقتی از قصد میرزا رضا کرمانی اطلاع حاصل می‌کند، مراتب را طی نامه‌ای به اتابک اطلاع می‌دهد ولی اتابک به علت اشتغالات زیاد از گشودن نامه خودداری می‌کند و بعدها همان نامه باعث آزادی حاجی سیاح می‌شود.
حمید سیاح در سال ۱۳۴۷ به علت عارضهٔ سرماخوردگی درگذشت.